# Melanozosteria aculeata
Melanozosteria aculeata är en kackerlacksart som först beskrevs av M. Josephine Mackerras 1968.  Melanozosteria aculeata ingår i släktet Melanozosteria och familjen storkackerlackor. Inga underarter finns listade i Catalogue of Life.